# Susan Bordo
Susan R. Bordo, född 24 januari 1947 i Newark i New Jersey, är en amerikansk filosof och feminist. Hon är professor vid University of Kentucky, där hon föreläser i engelska och genusvetenskap.

## Biografi
Susan R. Bordo föddes i Newark år 1947. Hon studerade vid Weequahic High School och avlade senare doktorsexamen vid Stony Brook University år 1982.
Bordo har särskilt forskat om "body culture", det vill säga hur den mänskliga kroppen framställs inom konst och popkultur. Vår uppfattning om våra och andras kroppar påverkas av hur kroppen exponeras i masskultur och reklam. Bordo har bland annat kritiserat de franska feministernas abstrakta teoribyggen; hon menar att feminismen måste ta sig utanför universitetsmurarna.
I Foucaults anda fokuserar Bordo på de sätt som samhället presenterar, definierar och tolkar kvinnans kropp. Hon analyserar sociala koder beträffande skönhet, moderskap och sexualitet.